# Загряжская (деревня)
Загря́жская — деревня в Орехово-Зуевском муниципальном районе Московской области. Входит в состав сельского поселения Новинское. Население — 28 чел. (2010).

## География
Деревня Загряжская расположена в западной части Орехово-Зуевского района, примерно в 16 км к югу от города Орехово-Зуево. По восточной окраине деревни протекает река Нерская. Высота над уровнем моря 117 м. Ближайшие населённые пункты — деревня Беливо и посёлок Мисцево.

## Название
По одной версии, название происходит от дворянской фамилии Загряжских. По другой — оно связано с расположением деревни за болотистой рекой Нерская, то есть «за грязью».

## История
В 1926 году деревня являлась центром Загряжского сельсовета Запонорской волости Орехово-Зуевского уезда Московской губернии.
С 1929 года — населённый пункт в составе Куровского района Орехово-Зуевского округа Московской области, с 1930-го, в связи с упразднением округа, — в составе Куровского района Московской области. В 1959 году, после того как был упразднён Куровской район, деревня была передана в Орехово-Зуевский район.
До муниципальной реформы 2006 года Загряжская входила в состав Новинского сельского округа Орехово-Зуевского района.

## Население
В 1926 году в деревне проживало 458 человек (222 мужчины, 236 женщин), насчитывалось 101 хозяйство, из которых 93 было крестьянских. По переписи 2002 года — 55 человек (23 мужчины, 32 женщины).
| 1926 | 2002 | 2006 | 2010 |
| ---- | ---- | ---- | ---- |
| 458  | ↘55  | ↗62  | ↘28  |